# Iphimedia spinosa
Iphimedia spinosa is een vlokreeftensoort uit de familie van de Iphimediidae. De wetenschappelijke naam van de soort is voor het eerst geldig gepubliceerd in 1880 door Thomson.